# 플리아

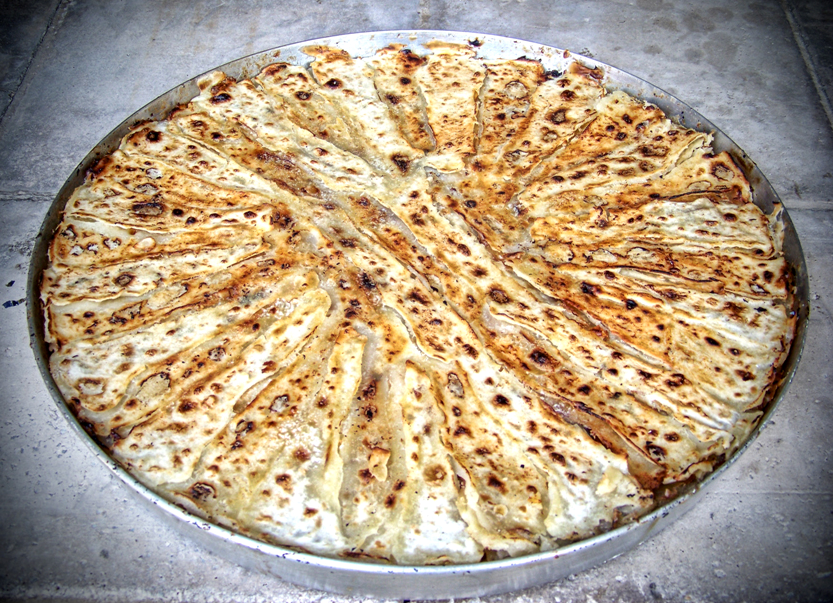
플리아

플리아(Flia, fli, flija)는 알바니아의 요리와 코소보 요리의 일종이다. 그것은 크림과 사워크림을 곁들인 여러 가지 크레이프 모양의 레이어로 이루어져 있다.
플리아는 아주 간단한 재료가 필요하다: 밀가루, 물, 버터, 요구르트 및 소금. 주요 성분 (가루, 물 및 소금)은 팬케이크 반죽과 유사한 질감을 얻을때까지 함께 섞인다. 반죽의 층은 굽기에 사용되는 구형 금속 뚜껑인 사치를 이용하여 구워진다.